# Stop Child Abuse
Stop Child Abuse (englisch für Stoppt Kindesmissbrauch) ist der Name einer Website, mit der Europol die Bevölkerung in die Aufklärung von Fällen schweren Kindesmissbrauchs einbeziehen will. Auf der Website werden Bilder von Gegenständen veröffentlicht, die in kinderpornografischen Fotos und Videos im Hintergrund zu sehen sind. Von der Identifizierung der Gegenstände erhofft sich Europol Hinweise, anhand derer Opfer, Tatorte oder Täter ausfindig gemacht werden können.
Die Website baut auf Erfahrungen einer vorangegangenen Kampagne namens „Most Wanted“ auf. Dort wurden 35 von 50 online vorgestellten Verdächtigen identifiziert, elf davon durch Hinweise aus der Bevölkerung. Europol nennt die Methode Crowd-Knowledge-Sourcing und ermöglicht auch anonyme Hinweise über ein Formular, wenn man auf eines der Fotos klickt. Eine erste Spur für die Ermittler wäre beispielsweise schon ein Hinweis darauf, aus welchem Land ein Gegenstand stammen könnte. So konnte ein Fall geklärt werden, nachdem ein Foto eines Trampolins publiziert worden war und die Ermittler daraufhin einen Hinweis erhalten hatten, in welchem Land solche Trampoline verkauft werden.